# Gehetzt
Gehetzt (Originaltitel: You Only Live Once) ist ein US-amerikanischer Film-Noir des Regisseurs Fritz Lang aus dem Jahre 1937. In den Hauptrollen sind Henry Fonda und Sylvia Sidney zu sehen. Nach Blinde Wut (1936) war dies der zweite Film, den Fritz Lang in Hollywood drehte.

## Handlung
Die Anwaltssekretärin Joan Graham verliebt sich in den Sträfling Eddie Taylor und erreicht mit Hilfe ihres Chefs dessen Freilassung auf Bewährung. Eddie versucht daraufhin ein bürgerliches Leben zu beginnen, indem er Joan heiratet und einen Job als Lastkraftfahrer annimmt, den er jedoch bald wieder verliert. Als bei einem brutalen Bankraub sechs Menschen getötet werden, fällt der Verdacht auf Eddie. Er wird unschuldig zum Tode verurteilt.
Kurz vor seiner Hinrichtung werden die wahren Täter ermittelt, woraufhin Eddie begnadigt wird. Bevor ihm dies förmlich mitgeteilt werden kann, bricht er mit Hilfe einer eingeschmuggelten Waffe aus der Haftanstalt aus. Dabei tötet er versehentlich den Gefängnispfarrer. Er sucht seine Frau auf, die von ihm schwanger ist und darauf besteht, ihn auf seiner Flucht zu begleiten. Während der Fahrt in einem gestohlenen Wagen kommt das gemeinsame Kind zur Welt. Dieses bringt Joan bei ihrer Schwester unter. Beide versuchen, nach Kanada zu gelangen, werden aber nahe der Grenze von der Polizei gestellt und erschossen.

## Hintergrund
Der Film ist von Bonnie und Clyde inspiriert. Henry Fonda erinnerte sich, dass er und Sylvia Sidney bei den Dreharbeiten von der Detailgenauigkeit Langs genervt gewesen seien. So mussten die beiden einen ganzen Tag auf das Abdrehen einer Szene warten, da Lang zuvor eine Einstellung ohne Schauspieler viele Male wiederholte, in der die Kamera von einer Heiratsurkunde zu schmutzigem Besteck fährt. Er habe dabei über Stunden immer wieder das Besteck unterschiedlich angeordnet.

## Kritiken
„Psychologische Differenzierung, dichte Atmosphäre und die analytisch-kritische Darstellung einer aus Dummheit und Engherzigkeit geborenen Massenhysterie“ machen Gehetzt zu einem „Klassiker seines Genres“, so der Filmdienst. Lediglich der Filmschluss sei „unglaubwürdig versöhnlich“.
François Truffaut schreibt: „Eben diese Idee, dass niemand das Recht hat, irgendwen zu verurteilen, dass alle schuldig sind und alle Opfer, illustriert mit hartnäckigem Genie das Werk Fritz Langs, in dem You Only Live Once einer der wichtigsten Angelpunkte ist.“

## Synchronisation
| Rolle            | Darsteller        | Synchronsprecher     |
| ---------------- | ----------------- | -------------------- |
| Joan „Jo“ Graham | Sylvia Sidney     | Elisabeth Ried       |
| Eddie Taylor     | Henry Fonda       | Paul Edwin Roth      |
| Stephen Whitney  | Barton MacLane    | Hans Emons           |
| Bonnie Graham    | Jean Dixon        | Edith Edwards        |
| Vater Dolan      | William Gargan    | Klaus Schwarzkopf    |
| Dr. Hill         | Jerome Cowan      | Walter Klam          |
| Ethan            | Chic Sale         | Erich Kestin         |
| Hester           | Margaret Hamilton | Bertha/Berta Spanier |
| Buggsy/Muggsy    | Warren Hymer      | Werner Peters        |
| Roger(s)         | Guinn Williams    | Reinhard Kolldehoff  |
| Warden           | John Wray         | Alfred Haase         |
| Monk Mendall     | Walter De Palma   | Siegfried Dornbusch  |

Die Synchronisation führte 1951 die Mars Film Synchron GmbH in Berlin durch. Hans F. Wilhelm verfasste das Drehbuch und führte auch Synchronregie.